# گنجشک چانه‌سیاه
گنجشک چانه‌سیاه (نام علمی: Spizella atrogularis) پرنده کوچکی از سردهٔ سهره‌چه‌ها از خانوادۀ گنجشکان جهان جدید است. در جنوب غربی ایالات متحده و در سراسر مکزیک در شمال تنگه Tehuantepec یافت می‌شود. اکثر جمعیت‌ها در ایالات متحده پس از تولیدمثل به جنوب مهاجرت می‌کنند، در حالی که جمعیت مکزیک ماندگار هستند. پرنده‌ای است باریک و دم‌دراز، عمدتاً خاکستری با پشتی قهوه‌ای مایل به قرمز با رگه‌هایی با بال‌ها و دم سیاه، قهوه‌ای، نوک صورتی و پاها و انگشتان قهوه‌ای‌رنگ. در فصل تولیدمثل، نر روی گلو، چانه و جلوی صورتش سیاه می‌شود. ماده‌ها، جوان‌ها و نرهای نازادآور در این نواحی رنگ سیاه نشان نمی‌دهند یا اصلاً سیاه نمی‌شوند. پرنده‌ای محجوب، بیشتر زمان خود را به آهستگی در زمین صرف جستجوی غذا می‌کند، چه به تنهایی یا در گروه‌های کوچک، گاهی با دیگر گونه‌های سهره‌چه‌ها آمیخته می‌شود. این جانور همه‌چیزخوار است و در زمستان عمدتاً از دانه‌ها و در تابستان از حشرات تغذیه می‌کند. آشیانه‌ای فنجانی از علف‌ها، ریشه‌ها یا الیاف گیاهی می‌سازد که ماده ۲ تا ۵ تخم آبی کم‌رنگ در آن می‌گذارد. ماده بیشتر یا تمام مراحل برتخم‌نشینی را انجام می‌دهد، اما هر دو والدین جوجه‌های از تخم‌درآمده را تغذیه می‌کنند.

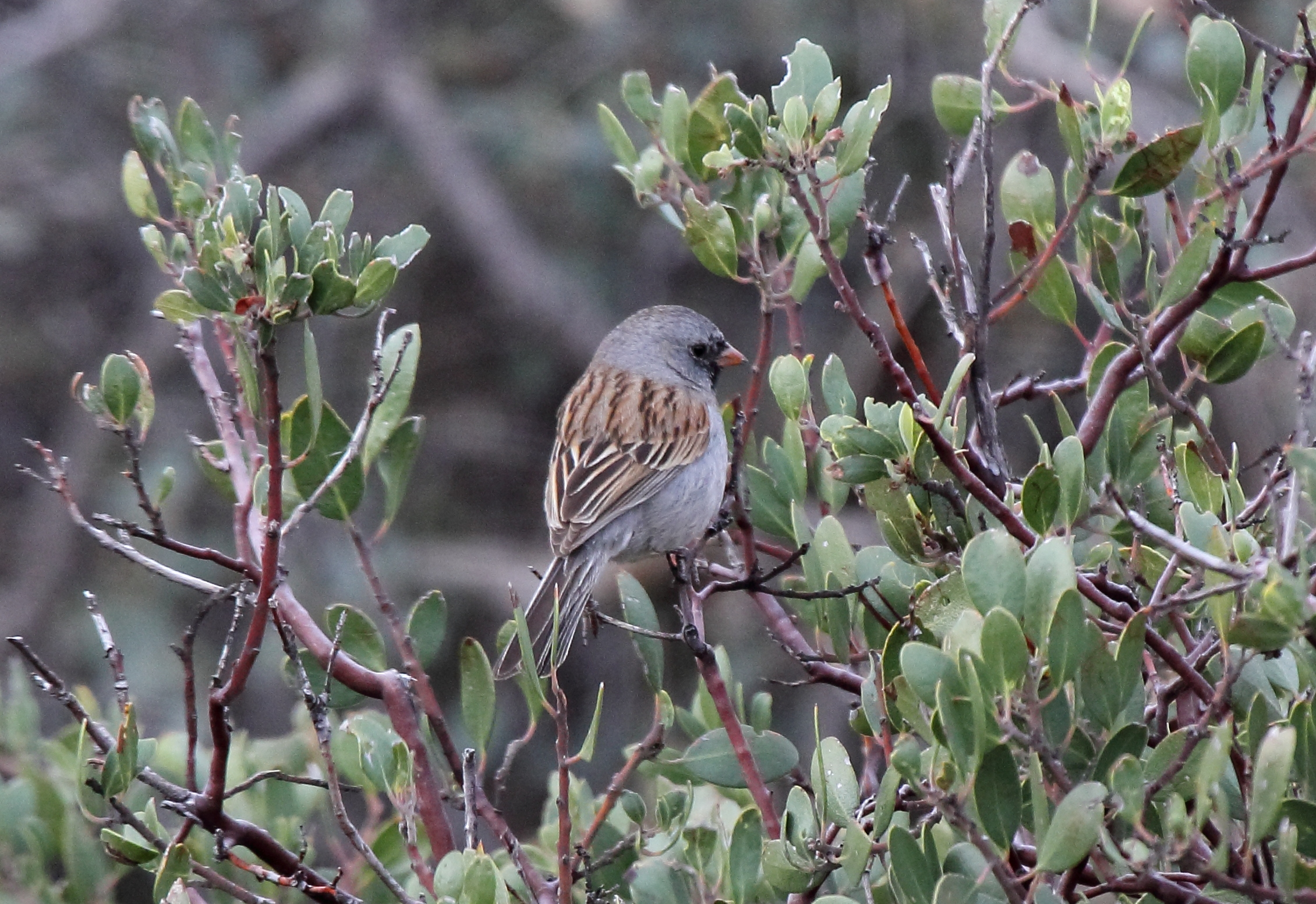
پوشش انبوه و بوته‌ای، زیستگاه ترجیحی است.